# 가평현암농경유물박물관
가평현암농경유물박물관은 경기도 가평군에 있는 박물관이다.

## 연혁
- 2003년 6월 17일 개관

## 관람 안내
관람 시간
- 평일: 오전10시부터 ~ 오후5시까지 (입장가능시간: 오전10시~오후4시반)
- 토요일: 오전10시부터 ~ 오후5시까지 (입장가능시간: 오전10시~오후4시반)
- 일요일: 오전10시부터 ~ 오후3시까지 (입장가능시간: 오전10시~오후2시반)
- 토요일·일요일: 문화 해설사가 관람 보조

휴관일
- 매주 월요일